# Pułtusk
Pułtusk (deutsch Pultusk, älter auch Poltow, 1941–1945 Ostenburg) ist eine Stadt im Powiat Pułtuski der Woiwodschaft Masowien in Polen. Sie hat etwa 19.400 Einwohner und ist Sitz des Powiat sowie der gleichnamigen Stadt-und-Land-Gemeinde mit 24.619 Einwohnern (Stand 31. Dezember 2020).

## Geographie
Die Stadt liegt 56 km nördlich von Warschau am Zusammenfluss von Narew und Rozoga.

## Geschichte

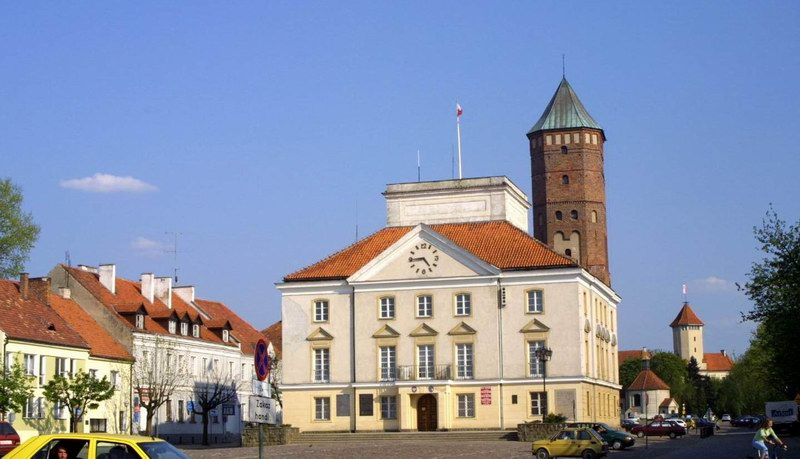
Rathaus mit angrenzendem Museumsturm

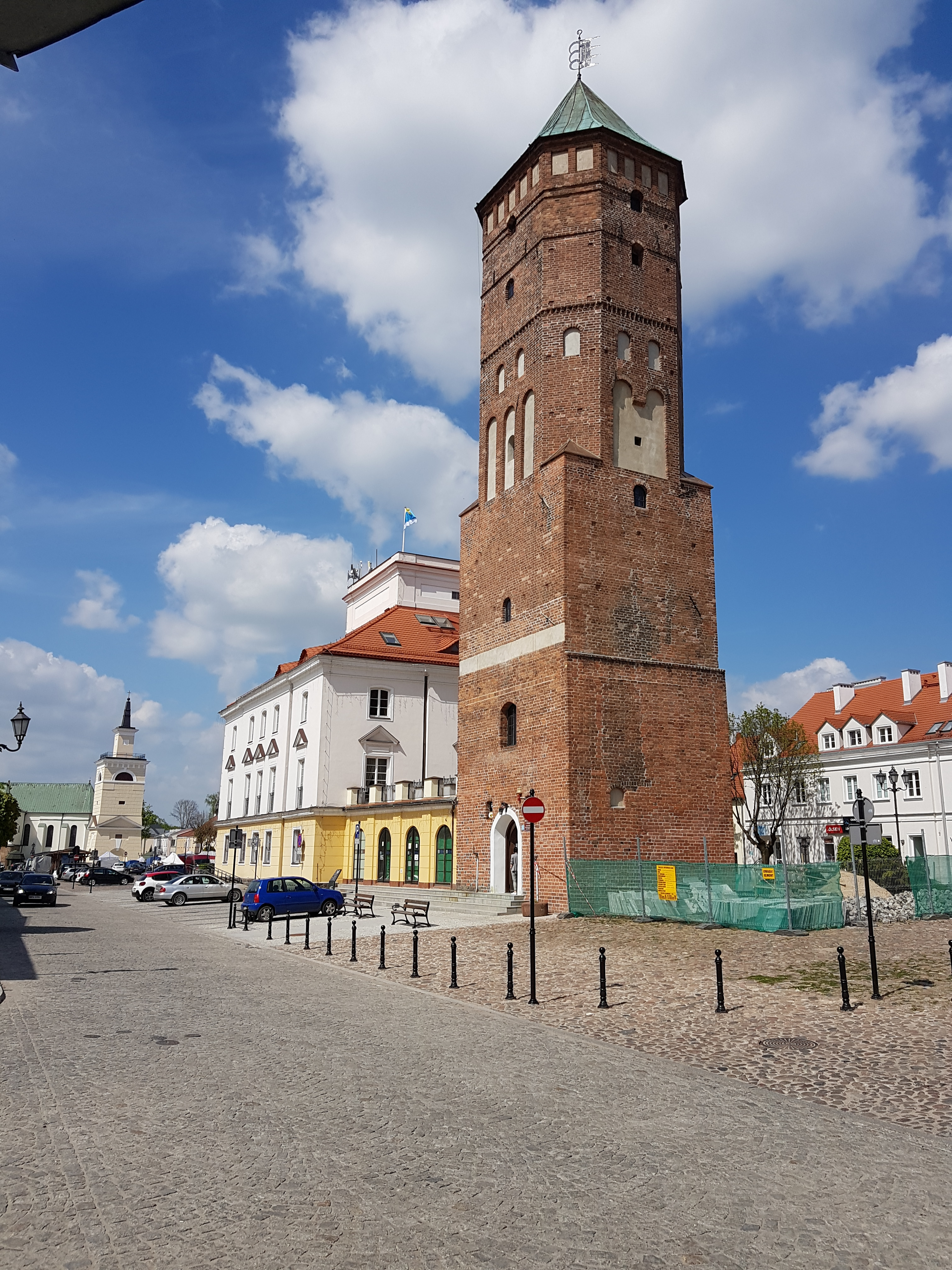
Gothischer Rathausturm

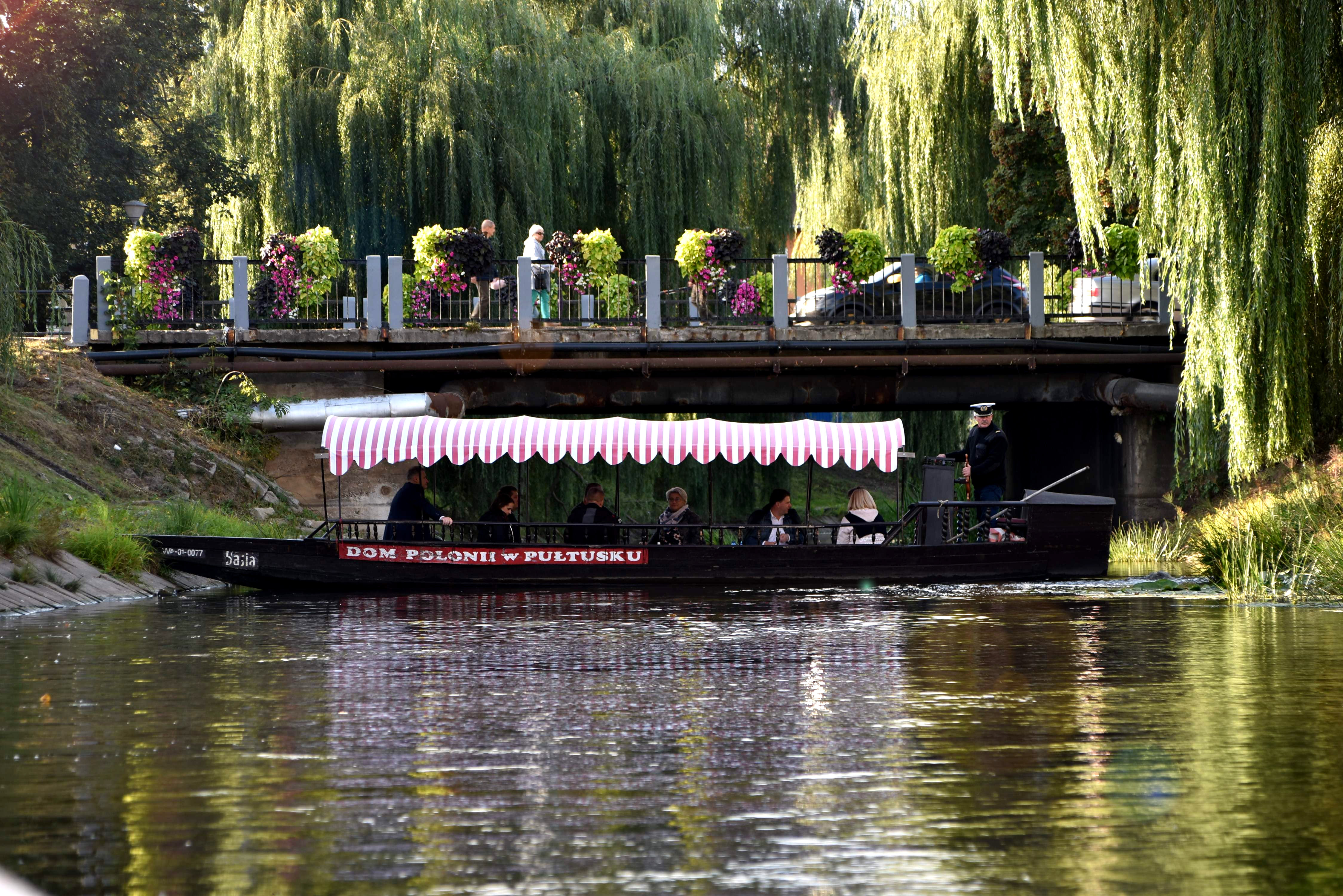
Gondelfahrt, Pułtusk wird auch als Venedig Masowiens bezeichnet

Pułtusk war Schauplatz zweier großer Schlachten, während des Großen Nordischen Krieges 1703 (Erste Schlacht bei Pultusk) und während der Napoleonischen Kriege 1806 (Zweite Schlacht bei Pultusk). Bekannt wurde die Stadt auch durch einen großen Meteoritenschauer, der dort am 30. Januar 1868 niederging. Vor dem Zweiten Weltkrieg lebten 6000 Juden in der Stadt, das war ungefähr die Hälfte der Bevölkerung, von denen ein Großteil 1939 in die Sowjetunion floh. Pułtusk wurde von den Deutschen annektiert und dem Regierungsbezirk Zichenau zugeschlagen. Im Zweiten Weltkrieg wurde die Stadt zu 85 Prozent zerstört.
Von 1950 bis 2001 hatte Pułtusk mit der Schmalspurbahn Nasielsk–Pułtusk einen Eisenbahnanschluss.

## Gemeinde
Zur Stadt-und-Land-Gemeinde (gmina miejsko-wiejska) Pułtusk gehören die Stadt selbst und 24 Dörfer mit Schulzenämtern.

## Partnerstädte
- Ganderkesee, Deutschland
- Montmorency, Frankreich
- New Britain, Vereinigte Staaten
- Senica, Slowakei
- Szerencs, Ungarn

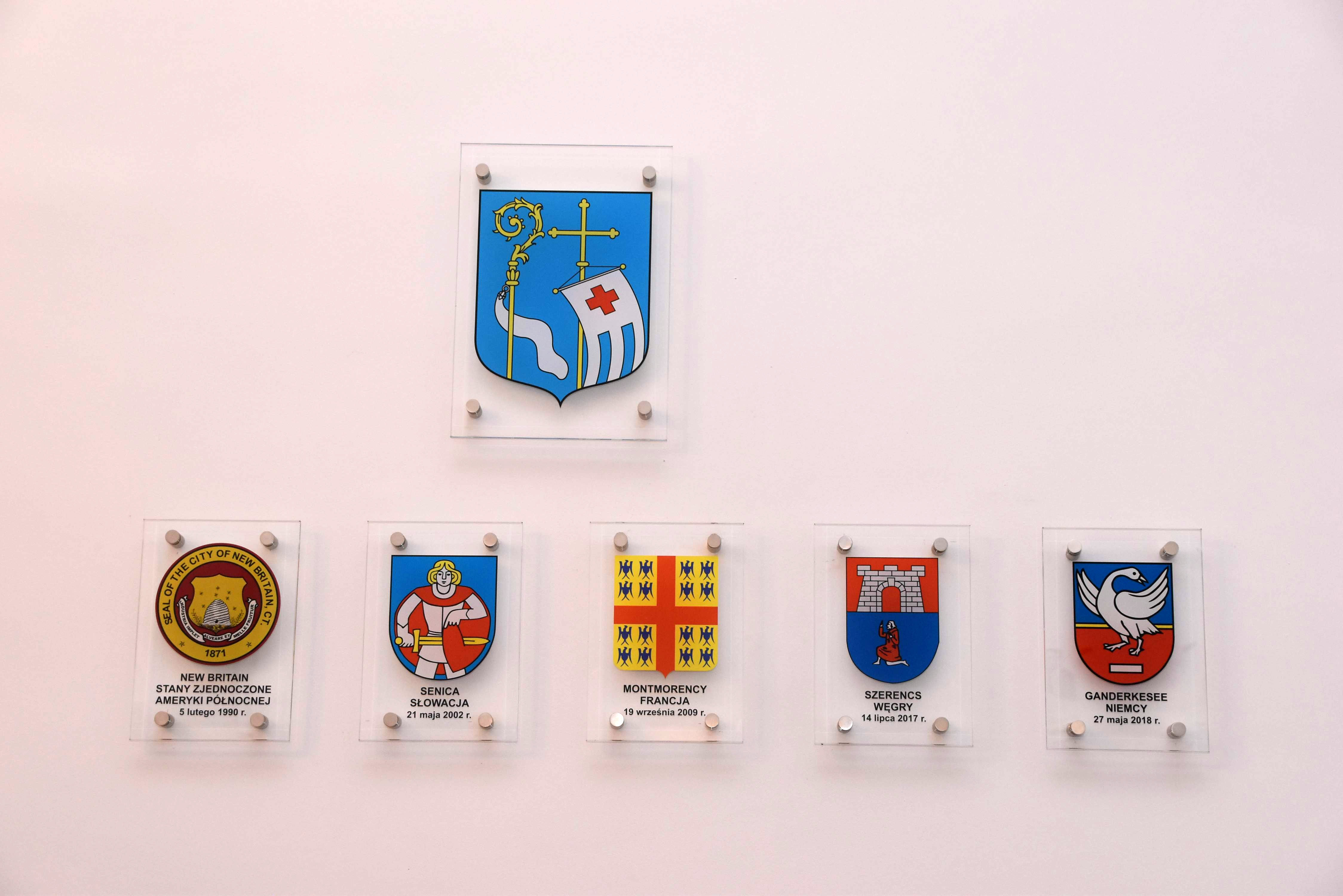
Wappen der fünf Partnerstädte von Pułtusk im Ratssaal der Stadt, 2018

Ferner ist Pułtusk Gründungsmitglied des Bundes der europäischen Napoleonstädte.

## Sehenswürdigkeiten
- Marktplatz, mit 600 Metern der längste in ganz Europa
- Gotische Stiftskirche Mariä Verkündigung aus dem 15. Jahrhundert, im 16. Jahrhundert im Renaissancestil umgebaut
- Ehemaliges Bischofsschloss (14.–16. Jahrhundert), heute Haus der Polonia
- St. Maria-Magdalena-Kapelle (16.–18. Jahrhundert)
- Rathaus mit Turm aus dem 16. Jahrhundert

## Persönlichkeiten
- Jan Malecki, bekannt als Johannes Maletius (1482–1567), Drucker und Übersetzer
- Teofil Kwiatkowski (1809–1891), Maler
- Ludwig Wilhelm zu Dohna-Lauck (1805–1895), Beamter und Politiker
- Włodzimierz Wolski (1824–1882), Dichter
- Pesach Burstein (1896–1986), Schauspieler und Sänger
- Shammai Golan (1933–2017), Schriftsteller
- Krzysztof Rau (* 1937), Regisseur und Puppenspieler
- Krzysztof Klenczon (1942–1981), Komponist und Sänger